# Diocese de San Roque de Presidencia Roque Sáenz Peña
A Diocese de San Roque de Presidencia Roque Sáenz Peña (em latim: Dioecesis Sancti Rochi) é uma diocese localizada na cidade de Presidencia Roque Sáenz Peña, pertencente a Arquidiocese de Resistencia na Argentina. Foi fundada em 12 de agosto de 1963 pelo Papa Paulo VI. Com uma população católica de 499.373 habitantes, sendo 88,4% da população total, possui 30 paróquias com dados de 2017.

## História
A Diocese de San Roque de Presidencia Roque Sáenz Peña foi criada inicialmente com o nome de Diocese de Presidencia Roque Sáenz Peña em 12 de agosto de 1963, sendo alterada para o nome atual em 28 de fevereiro de 1992. A diocese foi desmembrada da então Diocese de Resistencia, essa por sua vez elevada à condição de arquidiocese em. 28 de fevereiro de 1984. 

## Lista de bispos
A seguir uma lista de bispos desde a criação da diocese. 
|                | Nome                      | Período    | Notas                                 |
| Bispos         | Bispos                    | Bispos     | Bispos                                |
| -------------- | ------------------------- | ---------- | ------------------------------------- |
| 4º             | Hugo Nicolás Barbaro      | 2008-atual |                                       |
| 3º             | José Lorenzo Sartori      | 1994-2008  |                                       |
| 2º             | Abelardo Francisco Silva  | 1981-1992  | Nomeado Bispo-coadjutor de San Miguel |
| 1º             | Ítalo Severino Di Stéfano | 1963-1980  | Nomeado Arcebispo de San Juan de Cuyo |
| Bispo-auxiliar |                           |            |                                       |
|                | Gustavo Alejandro Montini | 2014-2016  | Nomeado Bispo de Santo Tomé           |